# Campeonato Neerlandés de Fútbol 1904-05
El Campeonato Neerlandés de Fútbol 1904/05 fue la 17.ª edición del campeonato de fútbol de los Países Bajos. Participaron dieciocho equipos divididos en dos divisiones, la división oeste había sido dividida en las dos últimas temporadas, pero fue unificada de nuevo. El campeón nacional fue determinado por un play-off de ida y vuelta con los ganadores de la división de fútbol del este y oeste. HVV Den Haag ganó el campeonato de este año al vencer al PW 4:1 y 4:2.

## Nuevos participantes
Eerste Klasse Este
- RKVV Wilhelmina

Eerste Klasse Oeste
- DFC
- HC & CV Quick

## Divisiones

### Eerste Klasse Este
| Pos | Equipo          | PJ | PG | PE | PP | GF | GC | Pts | DG  | Notas                                  |
| --- | --------------- | -- | -- | -- | -- | -- | -- | --- | --- | -------------------------------------- |
| 1   | PW              | 10 | 8  | 0  | 2  | 44 | 15 | 16  | +29 | Clasificado al play-off por el título. |
| 2   | Vitesse         | 10 | 6  | 3  | 1  | 36 | 19 | 15  | +17 |                                        |
| 3   | Quick Nijmegen  | 10 | 4  | 2  | 4  | 26 | 26 | 10  | 0   |                                        |
| 4   | Koninklijke UD  | 10 | 3  | 1  | 6  | 24 | 30 | 7   | -6  |                                        |
| 5   | RKVV Wilhelmina | 10 | 3  | 1  | 6  | 23 | 41 | 7   | -18 |                                        |
| 6   | GVC Wageningen  | 10 | 2  | 1  | 7  | 16 | 38 | 5   | -22 |                                        |

PJ = Partidos jugados; PG = Partidos ganados; PE = Partidos empatados; PP = Partidos perdidos; GF = Goles a favor; GC = Goles en contra; Pts = Puntos; DG = Diferencia de goles

### Eerste Klasse Oeste
| Pos | Equipo                   | PJ | PG | PE | PP | GF | GC  | Pts | DG  | Notas                                  |
| --- | ------------------------ | -- | -- | -- | -- | -- | --- | --- | --- | -------------------------------------- |
| 1   | HVV Den Haag             | 22 | 12 | 6  | 4  | 61 | 32  | 30  | +29 | Clasificado al play-off por el título. |
| 2   | DFC                      | 22 | 12 | 6  | 4  | 62 | 39  | 30  | +23 |                                        |
| 3   | Koninklijke HFC          | 22 | 12 | 1  | 9  | 64 | 45  | 25  | +19 |                                        |
| 4   | CVV Velocitas            | 22 | 10 | 4  | 8  | 72 | 61  | 24  | +11 |                                        |
| 5   | Sparta Rotterdam         | 22 | 10 | 4  | 8  | 46 | 44  | 24  | +2  |                                        |
| 6   | Ajax Sportman Combinatie | 22 | 10 | 3  | 9  | 59 | 53  | 23  | +6  |                                        |
| 7   | Hercules                 | 22 | 10 | 3  | 9  | 52 | 47  | 23  | +5  |                                        |
| 8   | HFC Haarlem              | 22 | 10 | 2  | 10 | 73 | 54  | 22  | +19 |                                        |
| 9   | HBS Craeyenhout          | 22 | 9  | 4  | 9  | 63 | 51  | 22  | -8  |                                        |
| 10  | HC & CV Quick            | 22 | 8  | 6  | 8  | 53 | 46  | 22  | -7  |                                        |
| 11  | RAP                      | 22 | 4  | 3  | 15 | 35 | 82  | 11  | -47 | No participan en la próxima temporada. |
| 12  | Rapiditas Rotterdam      | 22 | 3  | 2  | 17 | 30 | 116 | 8   | -86 | No participan en la próxima temporada. |

PJ = Partidos jugados; PG = Partidos ganados; PE = Partidos empatados; PP = Partidos perdidos; GF = Goles a favor; GC = Goles en contra; Pts = Puntos; DG = Diferencia de goles

### Play-off por el título
| Equipo 1     | Agr. | Equipo 2 | Ida | Vuelta |
| ------------ | ---- | -------- | --- | ------ |
| HVV Den Haag | 8-3  | PW       | 4-1 | 4-2    |

|                                 |
| Campeón HVV Den Haag 7.° título |